# Gare de Nogent-sur-Seine
Gare de Nogent-sur-Seine vasútállomás Franciaországban, Nogent-sur-Seine településen.

## Vasútvonalak
Az állomást az alábbi vasútvonalak érintik:
- Párizs–Mulhouse-vasútvonal

## Kapcsolódó állomások
A vasútállomáshoz az alábbi állomások vannak a legközelebb:
- Paris Gare de l’Est
- Gare de Romilly-sur-Seine
- Gare de Longueville